# Sybra biflavoguttata
Sybra biflavoguttata es una especie de escarabajo del género Sybra, familia Cerambycidae. Fue descrita científicamente por Breuning en 1953.
Habita en Papúa Nueva Guinea. Mide 8 mm.